# S-Mine
Die deutsche S-Mine (Abkürzung für Schrapnellmine, Splittermine oder Springmine, auch bekannt als Bouncing Betty) ist die bekannteste Vertreterin aus der Minenklasse der Springminen innerhalb der Gruppe der Antipersonenminen. Sie wurde von der Wehrmacht in den 1930er Jahren entwickelt und im Zweiten Weltkrieg häufig eingesetzt.
Die S-Mine war für den Einsatz im offenen Gelände gegen ungepanzerte Infanterieeinheiten vorgesehen. Nach der Auslösung durch Tritt oder Stolperdraht und einer kurzen Verzögerung wird der Minenkörper bis etwa auf Hüft- oder Kopfhöhe in die Luft geschleudert, wo er mit Splitterwirkung explodiert. Die Wirkung ist größer als bei einer herkömmlichen Antipersonenmine, denn sie verletzt nicht nur den Auslösenden, sondern auch Personen in seiner direkten Umgebung.
Es wurden zwei Versionen hergestellt, die ihre Namen nach dem Jahr der Einführung erhielten, die S.Mi.35 und die S.Mi.44. Bei der S.Mi.44 handelt es sich um eine Vereinfachung des Vorgängermodells (Zünderaufnahme nicht mehr zentral, nur noch ein Detonator, Zündung der Sprengladung über einen Zugdraht).
Die ab 1935 produzierte S-Mine stellte ein Schlüsselelement in der Verteidigungsstrategie des Deutschen Reiches dar. Bis zur Produktionseinstellung 1945 wurden 1,93 Millionen S-Minen hergestellt. Diese Minen fügten den gegnerischen Streitkräften schwere Verluste zu und verlangsamten deren Vorstöße in von Deutschen gehaltene Gebiete. In der Anfangsphase des Krieges, dem Sitzkrieg, wurden französische Vorstöße sogar abgewiesen.
Das Konzept der Waffe war effektiv und militärisch erfolgreich, so dass es im und nach dem Krieg einige Nachahmer fand.

## Verwendung im Zweiten Weltkrieg

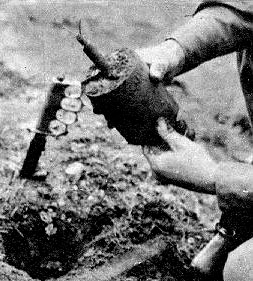
S-Mine; im Hintergrund ein Mark I Grabenmesser

Die Wehrmacht verwendete die S-Mine an allen Fronten zur Verteidigung gegen die alliierten Streitkräfte. S-Minen wurden in der Regel in Kombination mit Panzerabwehrverlegeminen verlegt, um den Vormarsch sowohl von Infanterie als auch Panzerkräften zu verhindern oder zu verzögern.
Die ersten alliierten Streitkräfte, die mit der S-Mine in Kontakt kamen, waren französische Soldaten, die im Rahmen des sogenannten Sitzkrieges zwischen dem 7. und 11. September 1939 Erkundungsvorstöße in die kohlereiche Saarregion unternahmen. Die Wirkung der Waffe war maßgeblich dafür verantwortlich, dass die französischen Vorstöße eingestellt wurden. Die S-Mine bewies damit ihre Leistungsfähigkeit; bei den französischen Soldaten erhielt sie den Spitznamen der stille Soldat (« soldat silencieux »).
Die deutsche 10. Armee legte 23.000 Minen alleine dieses Typs als Teil der Verteidigungsvorbereitungen für die alliierte Invasion von Italien. Auch an den Stränden der Normandie wurden S-Minen in Vorbereitung auf die erwartete Invasion (Operation Overlord) verlegt. Später dienten sie auch zur Verteidigung in Nordfrankreich und an der deutschen Grenze.
Während der alliierten Operationen in Europa gaben amerikanische Infanteristen der Mine den sarkastischen Spitznamen Bouncing Betty. Die S-Mine hatte eine große psychologische Wirkung auf alliierte Soldaten. In seinem Buch Mine Warfare on Land (Minenkrieg an Land) beschreibt Oberstleutnant Sloan die S-Mine als die „wahrscheinlich gefürchtetste Vorrichtung, auf die alliierte Soldaten während des Krieges stießen“.
Die Produktion der Waffe wurde nach dem Ende des Zweiten Weltkrieges in Deutschland eingestellt. Über den Verbleib der nach Kriegsende noch vorhandenen Bestände gibt es keine gesicherten Informationen. Einige Minen wurden für waffentechnische Untersuchungen zum Reverse Engineering der Alliierten gesandt.
Nach den deutschen Herstellerangaben war die Waffe für eine Lebensdauer von zwei bis sieben Jahren nach der Verlegung ausgelegt. Der enthaltene Sprengstoff stellt jedoch bis zum heutigen Tag eine Gefahr dar, da die Zünder noch funktionsfähig sein können. Sprengstoff wie Zünder können zudem durch Korrosion und chemische Veränderungen noch weitaus empfindlicher geworden sein.

## Technische Beschreibung und Funktionsweise
Die S-Mine bestand aus einem etwa 13 Zentimeter hohen Topf aus Stahlblech mit einem Durchmesser von 12 Zentimeter (S.Mi.35) bzw. 10 Zentimeter (S.Mi.44). In diesem befand sich der eigentliche Minenkörper, der Rand des Topfes wurde an seinem oberen Ende durch Bördeln an den Minenkörper gepresst und die Fuge mit einer Dichtmasse verstrichen.
Der Minenkörper setzte sich aus einem Deckel, einem Boden und dem mit vorgeformten Splittern (zunächst rund 360 Stahlkugeln, im Lauf des Krieges auch Stahlschrott und Stahlkerne aus Infanteriegeschossen) gefüllten Doppelmantel zusammen. Der Innenraum des Minenkörpers wurde mit 280 Gramm gegossenem oder pulverförmigem TNT befüllt.
Durch den Minenkörper führte senkrecht ein Standrohr (bei der S.Mi.35 zentral, bei der S.Mi.44 seitlich versetzt) mit einer Aufnahme für den Zünder am oberen Ende (Außen- und Innengewinde). Im Standrohr selbst befand sich ein pyrotechnischer Verzögerungssatz, der zu der Treibladung im Zwischenraum zwischen Topfboden und dem Boden des Minenkörpers (S.Mi.35) bzw. im unteren Bereich des Standrohres (S.Mi.44) führte.
Weiterhin führten bei der S.Mi.35 drei Zündkanäle durch den Minenkörper, bei der S.Mi.44 nur einer. In der S.Mi.35 befanden sich darin ebenfalls pyrotechnische Verzögerungssätze, in der S.Mi.44 ein Anzündhütchen und ein Abreißzünder, der über einen Stahldraht mit dem Topf verbunden war. Beim Verlegen der Mine wurden in die Zünderaufnahmen Sprengkapseln eingesetzt.
Das Gesamtgewicht der Waffe betrug ungefähr vier Kilogramm.

### Zünder
Für die S-Minen standen standardmäßig mehrere passende Zünder zur Verfügung – je nach ihrem Einsatz als Druckminen („Tretminen“), Drahtminen (Auslösung über Stolperdraht), Minen gegen Zerschneideversuche oder bei manueller Auslösung durch Zugdraht oder elektrisch (Beobachtungsmine). Auch der Einsatz mehrerer Zünder war möglich.

### Aufbau S-Mine 35 mit S.Mi.Z.35
1. Druckstifte

Schemazeichnung

2. Sicherungsbolzen mit Sicherungsmutter und Abzugsring (wird nach der Verlegung entfernt)
3. Äußere Feder des Schlagbolzens
4. Innere Feder des Schlagbolzens
5. Schlagbolzen
6. Zündhütchen
7. Verschlussschraube des Zündkanals
8. Stahlkügelchen der Splitterfüllung
9. Zündkanäle für die Sprengkapseln
10. Sprengkapsel
11. Verzögerungssatz (etwa 0,5 s) der Sprengkapsel
12. Verzögerungssatz (etwa 4,5 s) der Treibladung
13. Treibladung (Schwarzpulver)
14. Füllschraube (Verschluss der Füllöffnung für die Sprengladung)
15. Wasserfeste Versiegelung
16. Sprengladung (280 g TNT)

### Funktion

Funktionsweise

1. Durch Auslösen des Zünders (Druck auf den Druckzünder, Zug am Draht beim Zugzünder oder entweder Zug am Draht oder Nachgeben des Drahtes beim Zug- und Zerschneidezünder) wurde das Anzündhütchen angestochen und erzeugte einen Feuerstrahl, der durch das Standrohr auf den Verzögerungssatz (Zündschnur) gelangte. Der Verzögerungssatz brannte in ca. 4,5 Sekunden durch und zündete die Treibladung. Diese trieb den Minenkörper senkrecht aus dem Topf nach oben. (Die Verzögerung sollte vermeiden, dass bei einer Druckzündung der Auslösende noch auf der Mine steht und den Ausstoß und damit die volle Wirkung der S-Mine verhindert.)
2. Bei der S-Mine 35 wurden durch die abbrennende Treibladung die drei Verzögerungssätze in den Zündkanälen entzündet, die nach kurzer Brennzeit (0,2–0,4 Sekunden) die Sprengkapseln und damit die Mine zur Detonation brachten. Die S.Mi.35 hatte dann eine Höhe von 0,7 bis 1,5 Metern erreicht. Bei der S-Mine 44 war der hochgeschleuderte Minenkörper mit dem im Boden verbleibenden Topf über einen Stahldraht verbunden. Dabei war der Draht an dem Abreißzünder des Minenkörpers festgemacht. In einer Höhe von 0,8 Metern wurde der Draht gänzlich gespannt und hielt den Auslöser des Abreißzünders fest, während sich der Minenkörper weiter aufwärts bewegte. Der so aktivierte Abreißzünder brachte über eine Sprengkapsel die Mine zur Detonation.[4]
3. Bei der Detonation der S-Mine in der Luft wurden die Splitter weitgehend horizontal mit großer Geschwindigkeit (bis zu 1.000 m/s) radial um den Detonationspunkt weggeschleudert.

Aus den deutschen Unterlagen geht hervor, dass die S-Mine im Umkreis von 20 m tödliche, bis zu 100 m „… wirkungsvolle Treffer gegen lebende Ziele aller Art …“ verursachen konnte, amerikanische Ausbildungshandbücher warnten vor Verlusten in bis zu 140 m Entfernung von der detonierenden Mine.

## Räumen (Aufspüren, Sichern und Entschärfen)
Die S-Mine besteht hauptsächlich aus Metall und kann deswegen leicht von Metalldetektoren aufgespürt werden. Da derartige Technik im Zweiten Weltkrieg aber kaum zur Verfügung stand, wurde die Mine in der Regel durch vorsichtiges und sorgfältiges Tasten von Hand lokalisiert. Der Infanterist stocherte dazu mit einer Minensuchnadel, einem Messer oder dergleichen schräg vor sich in den Boden. Dies musste in einem flachen Winkel geschehen, um nicht den Druckzünder auszulösen (Auslösekraft des S.Mi.Z 35 nur etwa 60 N).
War die Waffe entdeckt, wurde sie freigelegt und ein passender Stift in das Loch für den Sicherungsbolzen eingeführt, etwa eine Sicherheitsnadel (auf diese Weise war die Mine schon beim Verlegen gesichert gewesen; siehe Bestandteil 2 der Grafik zum Aufbau der Mine). Erst dann konnte der Stolperdraht bzw. die Stromzuführung durchgeschnitten werden. Anschließend wurde die Mine vorsichtig ausgegraben und der/die Zünder abgeschraubt. Zum endgültigen Entschärfen wurden zuletzt die Sprengkapseln entfernt.
Da die Mine durch zusätzliche Sprengsätze gesichert sein konnte (etwa durch einen Entlastungszünder darunter), war das manuelle Räumen von S-Minen hochriskant, und die Waffe forderte auch nach Kriegsende viele weitere Opfer. Heute werden S-Minen daher grundsätzlich durch berührungsfreies Anlegen einer Schlagladung vor Ort gesprengt.

## Nachbauten
Die S-Mine stellte eine äußerst erfolgreiche Konstruktion dar. Da die Mine technisch und auch psychologisch einen gefürchteten Ruf erworben hatte, wurde sie bald von verschiedenen Ländern der ganzen Welt nachgebaut.
Die französische Mine Bondissante Mle-1939 und die britische Shrapnel Mine MK1/MK2 wurden nach dem Funktionsprinzip der S-Mine konzipiert, die technische Ausführung war jedoch unterschiedlich.
Die finnische Armee erwarb das S.Mi.35-Modell von den Deutschen nach dem Winterkrieg. Dies war Teil eines größeren Abkommens über militärische Hilfe zwischen den beiden Nationen. Die finnischen Streitkräfte erzielten große Erfolge beim Einsatz der S-Mine, allerdings bei beträchtlichen Kosten. Während des Fortsetzungskriegs versuchten die Finnen, eine eigene Version der Mine herzustellen, jedoch ohne Erfolg.
Nach dem Krieg entwickelte die US-Armee die M16-Minenserie auf der Grundlage der erbeuteten Konstruktionspläne der S-Mine.
Die sowjetische OZM-Landminenserie baute ebenfalls auf dem Konstruktionsprinzip der S-Mine auf, war jedoch weit einfacher konstruiert. Bei der OZM-4 diente statt der Füllung mit Kugeln oder Metallsplittern das Gehäuse selbst als Splittermantel. Erst die OZM-72 war wieder mit Stahlbolzen gefüllt. Beide Minen werden noch heute in Russland hergestellt, mit passenden elektronischen und elektrischen Zündern und Sensoren.
Auch die Volksrepublik China und Italien entwickelten Eigenkonstruktionen auf der Grundlage der S-Mine.